# Simbabwische Hockeynationalmannschaft der Damen

Logo der Mannschaft

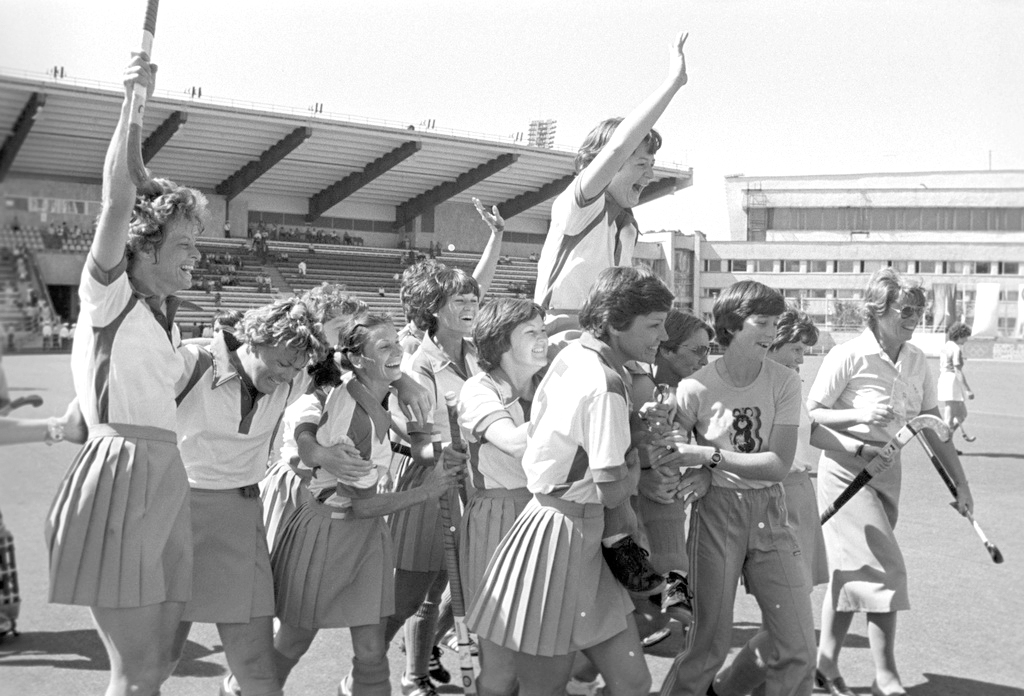
Die Simbabwische Hockeynationalmannschaft der Damen, die 1980 olympisches Gold gewann

Die simbabwische Hockeynationalmannschaft der Damen repräsentiert Simbabwe, vormals Rhodesien, im Hockey. Der zuständige Verband ist die Hockey Association of Zimbabwe, Mitglied der Fédération Internationale de Hockey.
Aktuell rangiert Simbabwe auf Platz 55 der Welt- und Platz 5 der Afrikarangliste.

## Geschichte
Der erste Auftritt der Damen war auch ihr erfolgreichster: sie gewannen 1980 Gold bei den Olympischen Sommerspielen in Moskau. Simbabwe war erst am 18. April 1980, drei Monate vor den Spielen, unabhängig geworden, der Olympiaboykott gegen das Land war gerade aufgehoben und wegen des Fernbleibens der westlichen Staaten war Simbabwe einer der sechs Teilnehmer des ersten olympischen Hockeyturniers der Damen geworden. Das kurzfristig von der Spielertrainerin Anthea Stewart zusammengestellte Team, welches ausschließlich aus weißen Spielerinnen bestand, verlor kein Spiel. Es schlug Polen 4:0, die Sowjetunion 2:0 und Österreich 4:1, und spielte gegen die Tschechoslowakei 2:2, sowie gegen Indien 1:1.
Danach zerfiel die Mannschaft und ein Damenteam aus Simbabwe konnte sich weder für die Olympischen Spiele noch für Weltmeisterschaften qualifizieren.